# Peregrino Anselmo
Juan Peregrino Anselmo – in Uruguay vornehmlich als Pelegrín Anselmo bekannt – (* 30. April 1902 in Capurro, Montevideo, Uruguay; † 27. Oktober 1975 in Montevideo) war ein uruguayischer Fußballspieler.

## Spielerkarriere

### Verein
Anselmo, für den als Geburtsdatum sowohl der 30. April 1902 als auch der 3. August 1904 genannt werden, stand 1922 zunächst in Reihen des Centro Atlético Fénix und schoss in 21 Spielen neun Tore für die Montevideaner. Ab 1923 spielte er für den Club Atlético Peñarol. Bis 1935 sind dabei für ihn 93 Treffer in 159 Spielen verzeichnet. In jener Zeit gewannen die Aurinegros 1928, 1929, 1932 und 1935 die uruguayische Meisterschaft, die ersten beiden davon als Amateurmeisterschaften. Auch die Titel in den Jahren 1936, 1937 und 1938 werden dem im Angriff spielenden Uruguayer – allerdings ohne exakte Einsatzdaten – zugeschrieben.

### Nationalmannschaft
Der Stürmer war Mitglied der uruguayischen Fußballnationalmannschaft. Insgesamt absolvierte er zwischen dem 1. November 1927 und dem 15. August 1934 acht Länderspiele für die Celeste. Dabei traf er dreimal ins gegnerische Tor.
Peregrino Anselmo gehörte dem uruguayischen Kader an, der sich bei den Olympischen Sommerspielen 1928 die Goldmedaille sichern konnte. Eingesetzt wurde er dabei jedoch nicht. Bei der Fußball-Weltmeisterschaft 1930 wurde er mit der Celeste bei der erstmaligen Austragung dieses Turniers Weltmeister. Während des WM-Turniers kam er im Gruppenspiel gegen Rumänien, sowie im Halbfinale gegen Jugoslawien zum Einsatz. Ebenfalls war er Teil des uruguayischen Kaders bei den Südamerikameisterschaften 1927 und 1935. 1935 gewann Uruguay dabei den Titel.

### Erfolge
- Olympiasieger: 1928 (ohne Einsatz)
- Weltmeister: 1930
- Südamerikameister: 1935
- 7× Uruguayischer Meister: 1928, 1929, 1932, 1935, 1936, 1937, 1938

## Trainerlaufbahn
Nach dem Rückzug Béla Guttmann als Trainer bei Peñarol im Anschluss an den mit 4:1 gewonnenen Clásico gegen Nacional Montevideo vom 14. Oktober 1962 löste er den Ungarn in dieser Funktion ab und führte den Verein bis zum Ende des Jahres zur Meisterschaft. Darüber, ob er Anfang 1963 infolge einer Rückkehr Guttmanns oder aber durch Roque Máspoli abgelöst wurde, ist die Quellenlage widersprüchlich.

### Erfolge
- Uruguayischer Meister: 1962